# Giovanni Ruffini
Pour les articles homonymes, voir Ruffini.

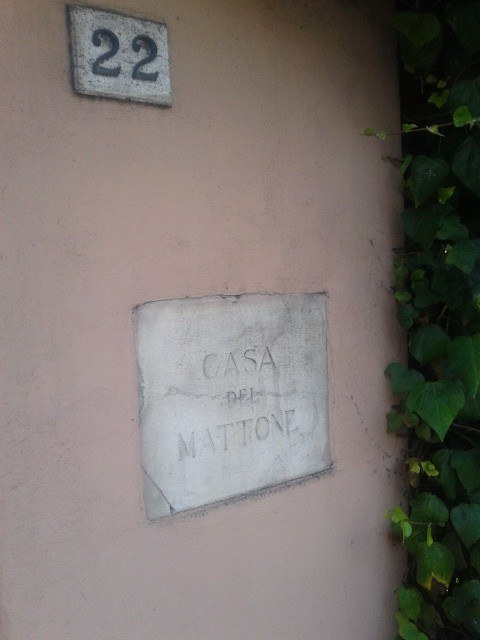
Plaque "Casa del Mattone" du roman "Il Dottor Antonio" de Giovanni Ruffini

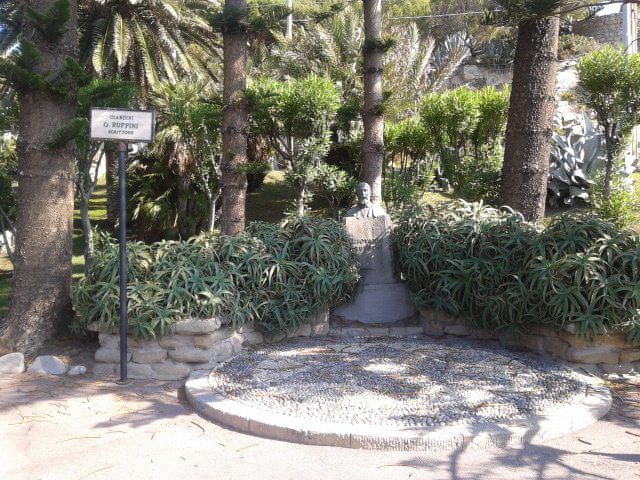
Monument dédié à Giovanni Ruffini

Giovanni Domenico Ruffini (né le 20 septembre 1807 à Gênes et mort le 3 novembre 1881  à Taggia) est un écrivain, poète, librettiste, diplomate, homme politique et patriote italien du Risorgimento.

## Biographie
Condamné à mort pour sa participation aux soulèvements mazziniens, Giovanni Ruffini a été contraint à un long exil. Avec ses romans il s'efforce de diffuser la connaissance des motifs du Risorgimento.
Ruffini, avec ses frères Jacopo (qui s'est suicidé en prison), Agostino et Ottavio, est parmi les premiers membres de la Jeune Italie de Giuseppe Mazzini, mouvement plus moderne et plus organisé que n'était la Carbonari. En 1833, contraint à l'exil après la découverte de son rôle dans l'organisation d'un soulèvement révolutionnaire, il trouve refuge en France, puis en Suisse et enfin en Angleterre.
En 1848, rentré dans la patrie, il est élu député du Parlement piémontais par le collège de Taggia, dans la province d'Imperia. Il a ensuite été ambassadeur à Paris, poste auquel il renonce en 1849. Toutefois, il reste dans la capitale française jusqu'à ce qu'en 1874 il se retire à Taggia, où il meurt en 1881.
Son activité littéraire a eu lieu principalement à l'étranger, une grande partie de sa production (quatre romans, deux recueils de nouvelles et divers écrits) a été publiée en anglais, puis traduite en italien.
En 1843, en exil à Paris, il écrit à la demande de Gaetano Donizetti, le livret de Don Pasquale. En litige avec le compositeur, l'œuvre a été signée avec le pseudonyme de Michele Accursi, un autre exilé, ami des deux.
Ses deux romans les plus célèbres sont Lorenzo Benoni, ovvero Pagine della vita di un Italiano (1853), en grande partie autobiographique, et Il dottor Antonio (1855), dont ont été tirés plusieurs films, un opéra et une série télévisée, destiné à provoquer la sympathie britannique et française pour le sort de l'Italie.
La ville de Bordighera lui a dédié un monument pour le remercier de ses œuvres littéraires qui ont augmenté la rennommée internationale de la ville.

## Filmographie
- Il dottor Antonio, court métrage muet dont le réalisateur est inconnu (1910)
- Il dottor Antonio d'Eleuterio Rodolfi (1914)
- Il dottor Antonio, d'Enrico Guazzoni, (1937)
- Il dottor Antonio (it), série télévisée de la Rai (1954).

## Opéra
Il dottor Antonio a été adapté à l'opéra par Franco Alfano, qui en a fait un 
drame lyrique en 3 actes - Il dottor Antonio - créé le 30 avril 1949 au Teatro dell'Opera à Rome.

## Source de la traduction
- (it) Cet article est partiellement ou en totalité issu de l’article de Wikipédia en italien intitulé « Giovanni Ruffini » (voir la liste des auteurs).